# Zdzisław Hoffmann
Zdzisław Hoffmann (Polonia, 27 de agosto de 1959) es un atleta polaco, especializado en la prueba de triple salto en la que llegó a ser campeón del mundo en 1983.

## Carrera deportiva
En el Mundial de Helsinki 1983 ganó la medalla de oro en el triple salto, con un salto de 17.42 metros, por delante del estadounidense Willie Banks (plata con 17.18 m) y el nigeriano Ajayi Agbebaku, bronce también con 17.18 metros.